# 押花

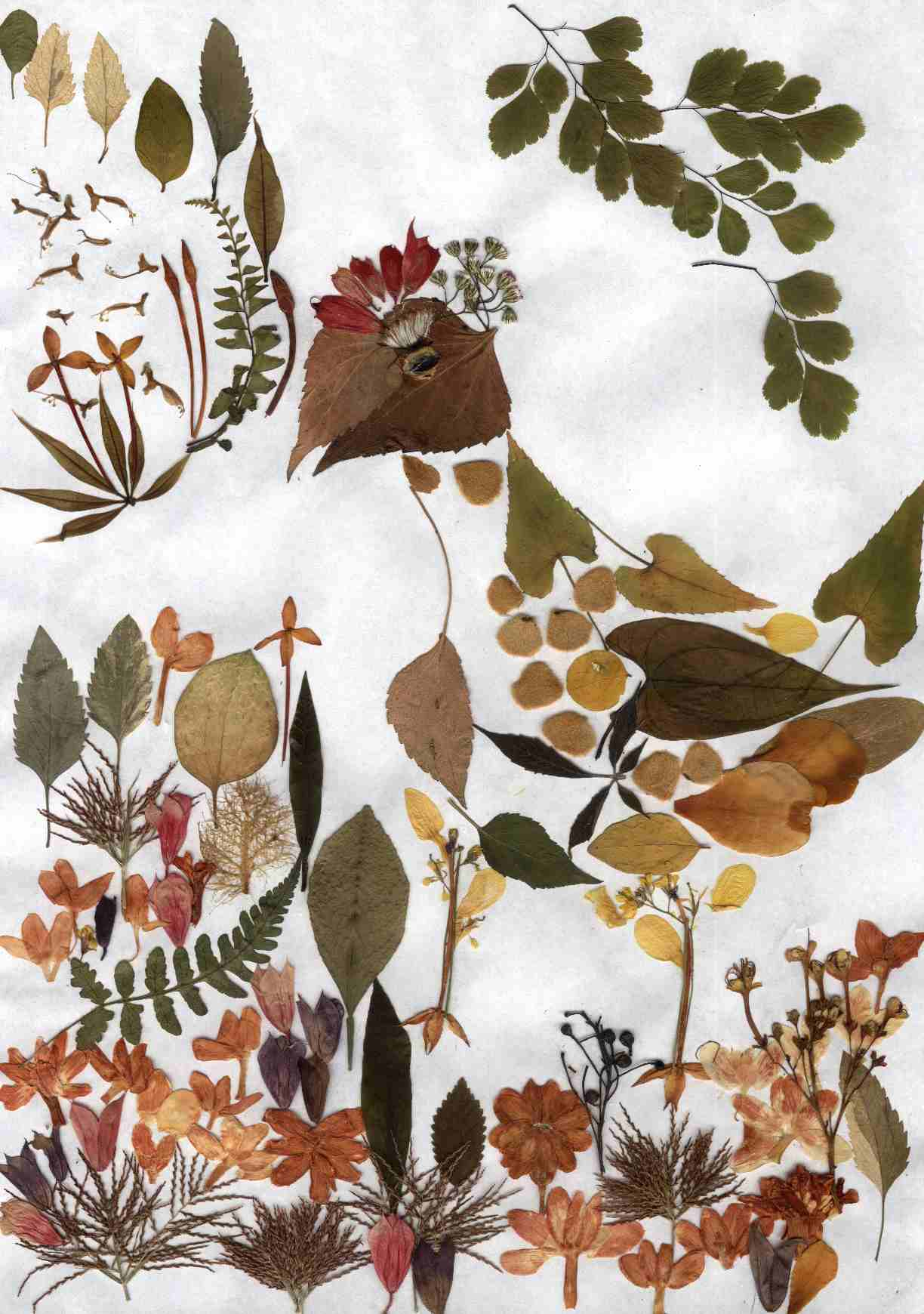
押花

押花（壓花、乾燥花），是種採花葉壓成畫的藝術。壓花通常使用電話簿，或用更專門擠壓裝置，以排除水分與光。押花的過程中亦常引起色值變化。襯紙類又多重選擇，乃至布、木等。
押花是運用大自然中的花卉，經過整理、加工、脫水，保持花的原有色彩和形態，並經過創作者的精巧構思和藝術設計，粘貼製作而成的一種藝術品。
押花很流行於維多利亞時代，1980年代至今又復活。